# Akiko Yosano

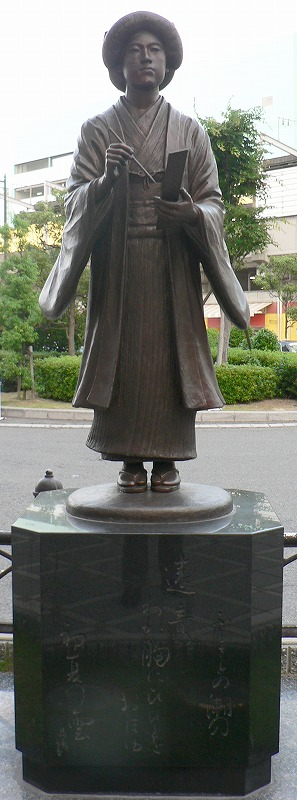
Pomnik Akiko Yosano na stacji kolejowej w Sakai

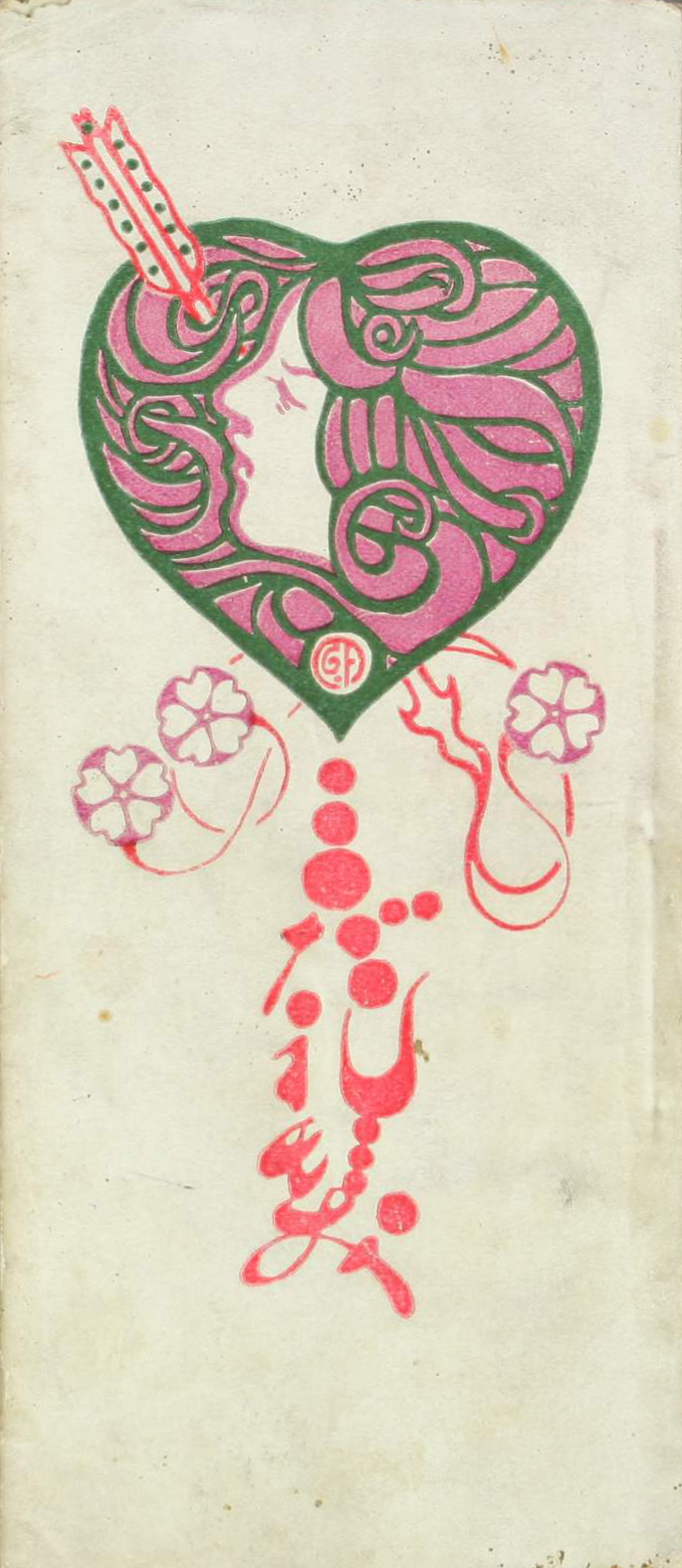
Takeji Fujishima (1867–1943), okładka Midaregami Akiko Yosano

Akiko Yosano (jap. 与謝野 晶子 Yosano Akiko; ur. 7 grudnia 1878 w Sakai, zm. 29 maja 1942 w Tokio) – japońska pisarka, poetka, pionierka feminizmu, pacyfistka i reformatorka społeczna. Jej imieniem nazwano krater na Wenus.

## Życie i twórczość
Jej prawdziwe nazwisko brzmiało Shō Hō (鳳 志やう, Hō Shō), ale zazwyczaj była nazywana w dzieciństwie Akiko Ōtori. Ojciec jej był znanym kupcem, prowadził popularną cukiernię, matka pochodziła również z rodziny kupców. Jako noworodek płci żeńskiej Akiko została zignorowana przez ojca, a z powodu załamania nerwowego matki niemowlę odesłano do mamki, żony miejscowego rybaka. Wróciła do rodziny dopiero w wieku dwóch lat. 
Od wczesnego dzieciństwa lubiła czytać dzieła literackie: chińskich poetów i japońskich pisarzy.  
Zadebiutowała we wrześniu 1895 r., mając 16 lat, wierszem opublikowanym w czasopiśmie literackim Bungei Kurabu. W późniejszych wywiadach i tekstach nie chciała przyznawać się jednak do tej publikacji, twierdząc, że nie zaczęła samodzielnie tworzyć przed poznaniem twórczości Tekkana Yosano. 
Jej wiersze, opublikowane w biuletynie Młodzieżowego Klubu Literackiego Naniwa, przyciągnęły uwagę jej wykładowcy, znanego poety Tekkana Yosano, który redagował miesięcznik poezji „Myōjō” („Gwiazda Poranna”). Zostali parą pomimo związku małżeńskiego, jakim związany był Tekkan. 
W 1901 r. Akiko uciekła do Tokio i poślubiła Tekkana. W tym samym roku wydała swój pierwszy tom poezji z gatunku tanka pt. Midaregami (Rozpuszczone włosy, 1901), zawierający 400 [399] utworów.
Opublikowała także Koigoromo i Maihime. W latach 1912–1926 napisała komentarze społeczne: Hito oyobi onna to shite (Jako człowiek i jako kobieta) i Gekidō no naka wo iku (Idąc przez burzliwe czasy, 1915) oraz autobiograficzną powieść Akarumi e.  
W swoich tekstach twierdziła m.in., że żadna kobieta nie powinna wychodzić za mąż i wychowywać dzieci, jeśli nie osiągnie najpierw samodzielności finansowej. Wskazywała także na istotną rolę ojcostwa, a nie tylko macierzyństwa i ostrzegała przed skutkami gloryfikacji tego drugiego. 
Była zwolenniczką edukacji dziewcząt. Razem z Isaku Nishimurą i Natsu Kawasakim założyła koedukacyjną szkołę Bunka Gakuin (Instytut Kultury), gdzie pełniła również funkcję dziekana i wykładowczyni.    
Przetłumaczyła japońskie dzieła klasyczne na język współczesny, w tym Genji monogatari.  
Zmarła na zawał serca w maju 1942 roku.
W 2014 w jednej z restauracji odnaleziono kilka nieznanych wcześniej wierszy poetki napisanych w 1935 r.
W 2015 jedno z wnucząt poetki, znalazło w domu rodzinnym zeszyt zawierający ponad 90 wierszy tanka autorstwa Akiko Yosano. Zeszyt A5 zapisany był ołówkiem, a utwory powstawały tuż przed śmiercią Akiko. 

Jeszcze nie tknąłeś

Gorącej krwi pulsowania

W mym miękkim ciele,

Czy nie jest ci smutno,

Mój nauczycielu drogi?

## Upamiętnienie
W mieście jej narodzin, Sakai, utworzono muzeum z wystawą o życiu i twórczości, a  w każdą rocznicę śmierci poetki w Sakai odbywa się upamiętniająca jej osobę ceremonia buddyjska. Na stacji kolejowej natomiast stoi pełnopostaciowy pomnik z brązu, a niedaleko miejsca jej narodzin znajduje się także inne wyznaczone miejsce upamiętnienia tej słynnej mieszkanki Sakai. 
Z kolei w Bizen twórczość poetki uhonorowano monumentem z rzeźbą leśnych zwierząt i wyrytym na postumencie jednym z jej wierszy-tanka. 